# بابونه کاذب کپه‌ریز
بابونه کاذب کپه‌ریز (نام علمی: Tripleurospermum microcephalum) نام یک گونه از سرده بابونه کاذب است.